# Oenopota declivis
Oenopota declivis é uma espécie de gastrópode do gênero Oenopota, pertencente a família Mangeliidae.